# Зноба Валентин Іванович
Валенти́н Іва́нович Зноба́ (10 січня 1929, Софіївка — 7 серпня 2006) — український скульптор, народний художник України, академік Академії мистецтв України, Почесний громадянин м. Києва, лауреат Золотої медалі всесвітньої виставки Експо-58, лауреат Національної премії ім Т. Г. Шевченка. Депутат Верховної Ради УРСР 11-го скликання.

## Біографічна довідка
Народився 10 січня 1929 року у селі Софіївці (тепер селище міського типу, районний центр Софіївського району Дніпропетровської області). Член КПРС з 1977 року.
Помер 7 серпня 2006 року. Похований в Києві на Байковому кладовищі (ділянка № 52а).
Син скульптора Івана Зноби. Батько скульптора Миколи Зноби.
Чоловік художниці Голембієвської Тетяни Миколаївни.

## Освіта
Вчився у батька, потім в 1945–1947 роках у Дніпропетровському художньому училищі.
В 1953 році закінчив Київський державний художній інститут (1953; майстерня М. Лисенко).

## Досягнення та визнання

Могила Валентина Зноби

Заслужений діяч мистецтв УРСР (1963), Народний художник УРСР (1979).
член Британської королівської асоціації скульпторів-портретистів (1995)
Почесний Професор університету Напієра (Единбург, 1996), академік — засновник Академії мистецтв України (1997), Почесний громадянин м. Києва (1997), дійсний член Петровської Академії наук та мистецтв (1998, РФ), іноземний член Російської академії природничих наук (2001), член Національної спілки художників України (з 1955)

### медалі
Лауреат Державної премії України ім. Т. Шевченка (1996)
Золота медаль Всесвітньої виставки-1958, Брюссель
Лауреат премії ім. М. Островського (1967)
Срібна медаль ім. Грекова (1970)
Золота медаль ім. В. Вучетича (1990).
Золота медаль Британської
королівської асоціації скульпторів-портретистів (1995)
Золота медаль Академії мистецтв України. 

### державні нагороди
орден «Знак Пошани» (1971), орден «За заслуги» ІІІ ступеня, медалі, Почесна грамота Президії Верховної Ради УРСР.

### Почесні грамоти
Кабінету Міністрів України, Київського міського голови.

### Меморіальний Музей
Створено у 2006 у приміщенні майстерні, де видатний скульптор працював більше 50 років (Музей-майстерня творчої династії Зноби-Голембієвських).
Меморіальну дошку В. Знобі на будинку музею-майстерні встановлено за рішенням Уряду України (2009)

## Громадська робота
Член КПРС з 1977 року.
Голова правління Київської організації Спілки художників України (1982—1987)
Секретар Правління Спілки художників України.
Секретар Правління Спілки художників СРСР.
Учасник ліквідації аварії на ЧАЕС.

## Творча робота
Працював у галузях монументальної та станкової скульптури, портрета.
Окремо відзначається великий внесок та широке сприяння популяризації українського мистецтва за кордоном.
Творчість відзначається широтою горизонту, змістовним розкриттям теми, тяжінням до образно-філософських узагальнень, експресії композиційного вирішення, багатофігурності, гостроти й ажурності силуетів, монументальності. Майстерно володів каменем, деревом, металом. Автор пам'ятників і меморіалів ІІ Світовій війни.
Творчість Зноби є цікавим явищем для вивчення самостійно як феномену, так і в контексті розвитку школи скульптурної пластики за останні півстоліття, на яку ним було здійснено безпосередній вплив

## Найбільш відомі твори

### Монументальні твори
«Бокораш» (1957; золота медаль
Всесвітньої  виставки у Брюсселі, 1958),
Т. Г. Шевченко (співавт., м. Дніпропетровськ, 1959), Г. Сковорода" (Київ, 1960), 
М. О. Островському (м. Шепетівка, Хмельн. обл., 1966), герою Руху Опору Василю Порику у Франції (співавт., м. Енен-Льетар, Франція, 1967; срібна медаль ім. М. Грекова, 1970),
«Отаман Єрмак» (м. Єрмаково, Казахстан, 1968), Меморіальний комплекс в'язням концтаборів у Дарниці (Київ, 1969), «Україна — Визволителям» (співавт. з І. С. Знобою, архітектори А. П. Сницарєв, О. К. Стукалов, поблизу Ужгорода, 1970), Устиму Кармалюку, (м. Летичів, Хмельн. обл., 1974);
монумент на честь Жовтневої революції (співав., Київ, (тепер Майдан Незалежності) 1977), «Бронепоїзд „Таращанець“» (Київ, 1974), Монументальний комплекс героям ВВВ (м. Хмельницький, 1983),
4 двохфігурні скульптурні групи «Народ України» перед різолітами вхідних груп будівлі ВРУ (Київ, 1984), Монументально-меморіальний комплекс Героям Букринського плацдарму (Київ, обл.,
1985, Шевченківська премія), архітектори С. Захаров і Ю. Платонов
Іллі Мечникову (і-т Пастера, Париж, 1986), Монумент військової Слави  (м. Херсон, 1988), Т. Г. Шевченко" (співавтор із Іван Зноба., Хмельницький, 1988), «На колючому дроті» (Київ, 1988), «Атака» (музей ВОВ, Київ,1989), центральний музей ВВВ «Меморіал Перемоги на Поклінній горі» — «Воїн — Визволитель» (у залі Слави) та «Зниклим безвісти» (на Поклонній горі в Москві, обидва 1995)
«Джону Неперу», (найстаріший Університет Європи, Единбург, Шотландія, 1996), «Джон Мюїр» (м Данбар, Шотландія, 1996), «Загиблим» (музей ВОВ, Київ, 2000), «Архангел
Михаїл» (співавт. Київ, 2001), «Козак Мамай» (у співавторстві з сином Миколою Знобом. Майдан Незалежності, Київ, 2001),
«Густав Клімт» (Унтерах, Австрія 2003), «Фелікі Єтерія» героям грецького національного визвольного руху (Одеса, 2004), М.Грушевський, (м. Козятин, Вінницька обл. 2004), «Т.Шевченко» (Афіни, 2004), дочці Ярослава Мудрого королеві Франції Анні «Королева Франції Анна-Київська» (співавтор із Микола Зноба, Сенліс, Франція, 2005),
«Доктор Єміль Ру» (інститут Пастера, Париж, 2005); 

### Станкові твори
«Вболівальники» (1950-і рр.), «Кобзар О.
Вересай» (1954), «Прометей», «Три Грації» (співав.), «Кентавр викрадає дружину Геракла», «Атлантида»
серії «Київська Русь» («Подолання», «Баян», «Йду на Ви!», «Київська Русь», «Україна» та інш.); та інш.

### Серії портретів
«Митці», «Ветерани ВВВ», «Ветерани афганської війни», «Люди нашої планети» (1977—2006), 

## Твори  зберігаються
в Національному художньому музеї України, Київському музеї російського мистецтва, меморіальному  комплексі «Національний
музеї історії Великої Вітчизняної війни 1941—1945 рр» Київ, Державному музеї-заповіднику «Битва за Київ у
1943 р.», Національному музеї Т. Шевченка, Національному історико-етнографічному
заповіднику «Переяслав», Яготинському історичному музеї (обидва — Київ, обл.), Алупкінському палаці-музеї, Луганський ХМ, Дніпропетровському художньому музеї, Державному історичному музеї України, Житомирському краєзнавчому  музеї, Запорізькому художньому музеї, Українському Домі, Кіровоградському художньому музеї, Краснодонському музеї «Молода гвардія», Красноградському художньому музеї, Одеському художньому музеї, Переяслав-Хмельницькому художньому музеї, Ровенському краєзнавчому М, Севастопольській картинній галереї, Сімферопольській художньому музеї, Тернопільському
краєзнавчому музеї, Херсонському краєзнавчому музеї, Хмельницькому
історико-культурному заповіднику, Чернівецькому краєзнавчому музеї, Ялтинському
історичному музеї.
Центральному музеї ВВВ
«Меморіал Перемоги на Поклінній горі» та інш. музеях РФ, Великої Британії, Греції, Італії, Норвегії, США, Франції, Японії.  

## Відзнаки
Заслужений діяч мистецтв УРСР (з 1963 року), народний художник УРСР (з 1979 року). Лауреат Національної премії імені Тараса Шевченка (1996; за створення скульптурних композицій на тему німецько-радянської війни). Почесний громадянин Києва.

## Зображення

Козак Мамай, Майдан Незалежності (Київ)
Монумент закатованим у Дарницькому концтаборі
Монумент екіпажу бронепотягу «Таращанець», Нова Дарниця, Київ.
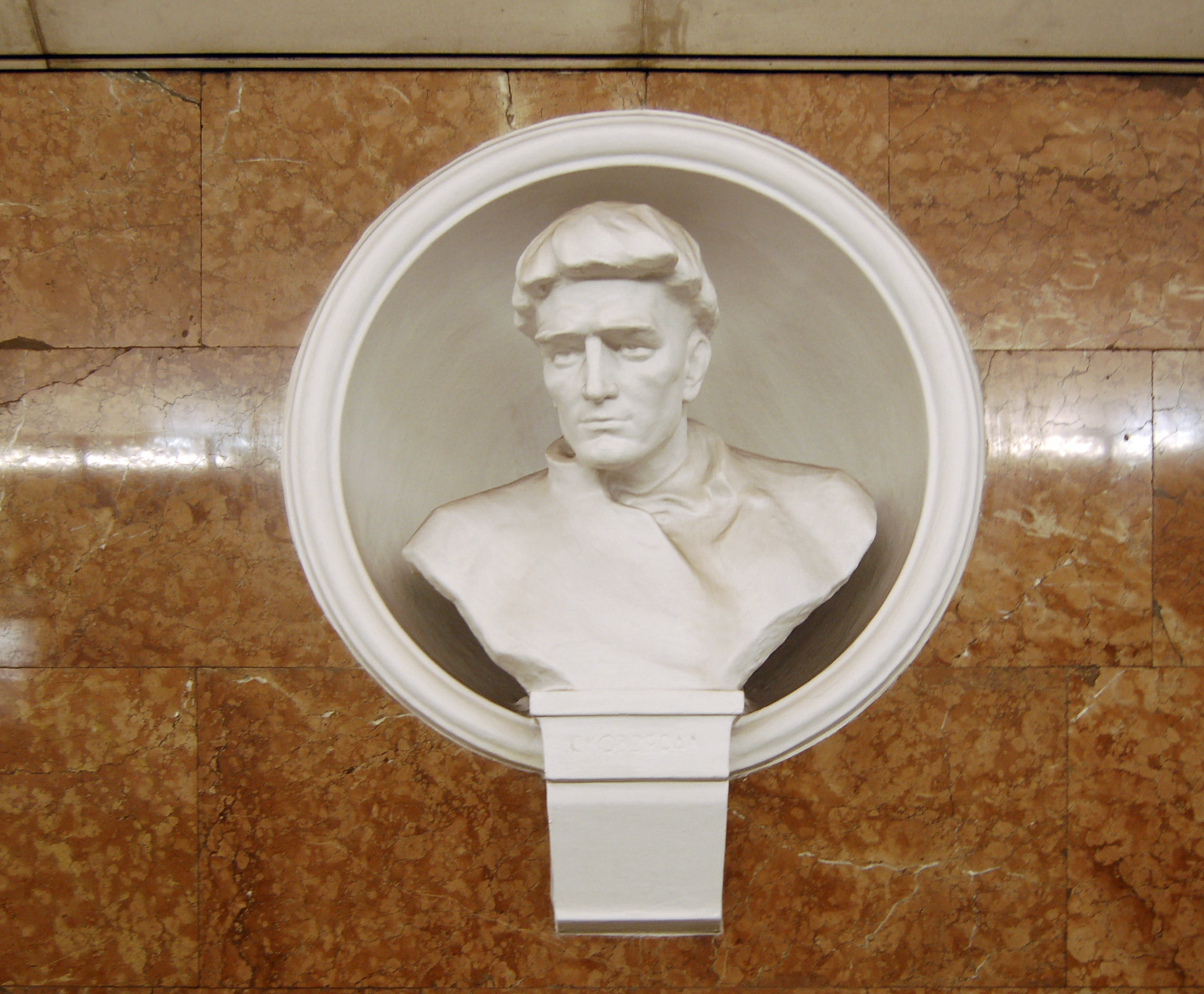
Бюст Г. С. Сковороди на станції метро «Університет»
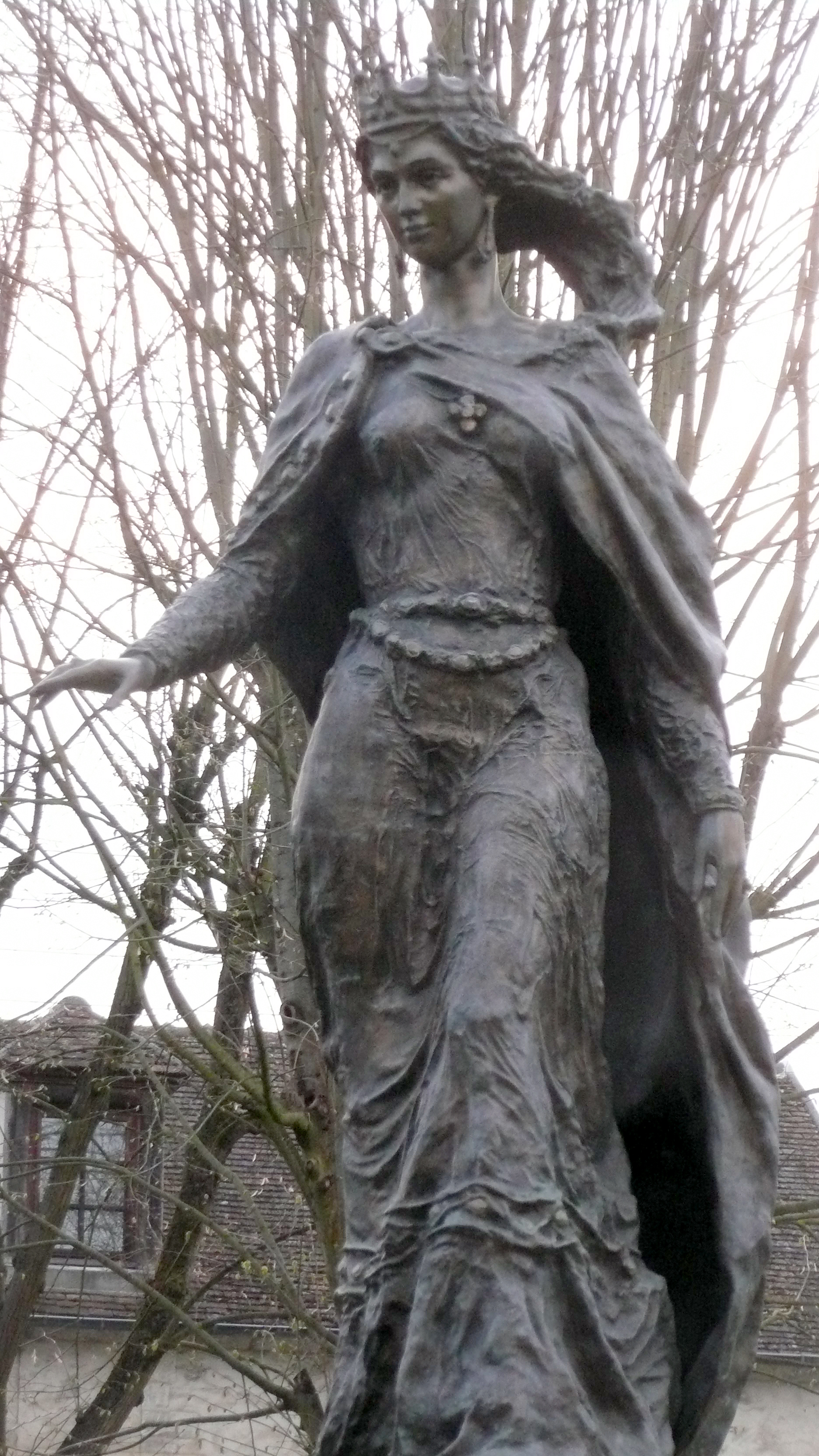
Останній пам'ятник В. Зноби із сином, Анна Київська, Санліс, Франція.